# Khalid Karami
Khalid Karami, né le 29 décembre 1989 à Amsterdam aux Pays-Bas, est un footballeur néerlando-marocain.

## Biographie

### Débuts et formation (2004-2011)
Khalid Karami naît et grandit à Amsterdam dans la capitale des Pays-Bas. Né de parents marocains, il possède la double nationalité. 
Il intègre le centre de formation du RKC Waalwijk en 2004. N'ayant pas convaincu avec l'équipe B du club, il poursuit sa carrière dans trois clubs amateurs avant de signer un contrat de trois ans au sein du club du Go Ahead Eagles en deuxième division néerlandaise. Après quelques matchs amicaux satisfaisants en début de saison 2010-2011, il dispute la totalité des matchs pendant deux saisons avant de signer à l'Excelsior Rotterdam. Son premier match professionnel opposait le Go Agead Eagles au SC Telstar, le 5 août 2011.

### Excelsior Rotterdam (2011-2018)
L'Excelsior Rotterdam recrute Khalid Karami en 2011. Le joueur était sous contrat libre. Avec l'Excelsior Rotterdam, il s'impose dès la première saison en deuxième division néerlandaise avant de monter en Eredivisie dès sa deuxième saison. Il dispute la totalité des matchs pendant cinq saisons.

### Vitesse Arnhem et NAC Breda (2018-2019)
Il signe en 2018 un contrat d'une saison au Vitesse Arnhem. En manque de temps de jeu dû à la forte concurrence en équipe A, il est prêté en janvier 2019 au NAC Breda et joue la totalité des matchs dans la deuxième partie de la saison. Il termine la saison 2018-2019 sur une relégation du club brédois et est contraint de retourner au Vitesse Arnhem, club dans lequel son contrat voit fin.

### Sparta Rotterdam (2019-2020)
En juillet 2019, il signe un contrat de trois ans au Sparta Rotterdam, club de deuxième division promu en Eredivisie.